# Phố Hàng Chai
Hàng Chai là một con phố thuộc phường Hàng Mã, quận Hoàn Kiếm, trong khu phố cổ Hà Nội, đi từ phố Hàng Rươi đến phố Hàng Cót. Phố Hàng Chai có chiều dài 80 mét.

## Lịch sử
Phố này nguyên là đất thôn Tân Khai nằm ở bên bờ tây của sông Tô trước đây (ở đoạn này sông Tô gần trùng với phố Hàng Lược ngày nay và nó có tên cũ là phố Ngõ Ngang). Thôn này thuộc tổng Tiền Túc, sau đổi là tổng Thuận Mỹ huyện Thọ Xương cũ.
Sở dĩ có tên gọi này là do trong thời Pháp thuộc ở đây có những hàng bán chai lọ và bao chè cũ.
Cho tới những năm 30 của thế kỷ XX, ở giữa phố Hàng Chai vẫn còn có một cái đình thờ tổ nghề ca trù. Đình này ở về phía đằng sau khu nhà số 7.